# 罗坎亭
罗坎亭，位于中国广东省肇庆市封开县长安镇下巷村，为封开县的一个县级文物保护单位，类型为古建筑，公布时间为2003年9月18日。
罗坎亭的历史年代为清代。